# Psaenythia doeringi
Psaenythia doeringi is een vliesvleugelig insect uit de familie Andrenidae. De wetenschappelijke naam van de soort is voor het eerst geldig gepubliceerd in 1921 door Holmberg.